# Jan Křížek (kněz)
Jan Křížek SDB (26. srpna 1922 Březsko – 23. dubna 2009 Stará Boleslav) byl český katolický kněz, člen řádu salesiánů.

## Studium
Pocházel z deseti sourozenců, kde otec byl tkadlec. Vyučil se strojním zámečníkem. Ve Zlíně chodil do skupiny mládeže, kterou vedl ThDr. Vrzalík. Zde se dozvěděl o salesiánech. V roce 1945 začal studovat gymnázium ve Fryštáku. Rozhodl se pro zasvěcený život a vstoupil do salesiánského noviciátu, který prožil v Hodoňovicích. Zde také složil v roce 1948 první řeholní sliby. Trvalé sliby pak složil 5. prosince 1959 v Liptále do rukou P. Josefa Lepaříka. V roce 1951 maturoval v Lipníku nad Bečvou. Po maturitě začal pracovat v Liptále na Vsetínsku ve firmě Lipta.
V letech 1952–1955 studoval na Pedagogické fakultě v Olomouci matematiku a fyziku. Tyto obory posléze vyučoval na průmyslové škole v Zábřehu.

## Šikana totalitního režimu
Jako politicky nespolehlivý z pohledu komunistického totalitního režimu, musel v roce 1957 přejít do manuálního zaměstnání. Od roku 1957 pracoval jako údržbář v Domově důchodců v Osoblaze a v roce 1959 v téže profesi v zoologické zahradě v Olomouci-Kopečku společně se spolubratrem salesiánem P. Josefem Lepaříkem. V roce 1960 přešel do Vodních staveb na vodní nádrž Hracholusky. Zde pracoval v laboratoři s P. Vikem. V roce 1966 přešel s ostatními salesiány na vodní nádrž Nechranice. Při zaměstnání však soukromě studoval bohosloví a 26. června 1962 byl v Praze tajně vysvěcen na kněze biskupem Štěpánem Trochtou.

## Pražské jaro 1968
Když nastalo politické uvolnění, vyučoval v letech 1968–1970 na gymnáziu v Mostě a přitom vypomáhal v duchovní správě v Bílině, kde byl tehdy administrátorem salesián P. Hrbatý. V letech 1970–1990 byl administrátorem v Kravařích u České Lípy. V dalších dvou letech pastoračně působil v Libochovicích a okolí. Své dříve nabyté odborné technické znalosti upotřebil na farách v pohraničí, kde často sám opravoval střechy na kostelích a dělal různé menší technické úpravy na farách.
V letech 1992–1997 působil na rodné Hané na učilišti ve Vřesovicích a vypomáhal v duchovní správě v okolních farnostech.

## Autohavárie
Dne 13. prosince 1996 měl autohavárii, která se podepsala na jeho zdravotním stavu. Od roku 1998 pobýval jako důchodce v salesiánském domě v Praze-Kobylisích. Od srpna 2004 žil v Charitním domově pro duchovní ve Staré Boleslavi v laskavé zdravotní a ošetřovatelské péči tamního personálu a zejména řeholních sester Společnosti dcer křesťanské lásky sv. Vincence de Paul. Tyto sestry se o něho staraly v jejich přítomnosti o svátku svatého Vojtěcha 23. dubna 2009 ve věku 86 let vydechl naposled. Křížek byl dobrácké povahy a uměl žertovat. Byl poctivým a věrným knězem, i když byl leckdy v severočeských kostelích při bohoslužbě sám. Poslední rozloučení s ním se konalo ve čtvrtek 30. dubna 2009 v kostele sv. Terezie z Lisieux na Kobyliském náměstí v Praze 8. Poté byly jeho tělesné ostatky uloženy mezi spolubratry salesiány na ďáblickém hřbitově.